# Kalifornijska Południowa Konwencja Baptystyczna
Kalifornijska Południowa Konwencja Baptystyczna (ang. California Southern Baptist Convention) – jedna z 39 stanowych unii baptystycznych wchodzących w skład Południowej Konwencji Baptystycznej.
Początki kościoła baptystycznego w Kalifornii sięgają roku 1849, kiedy to założono pierwszy zbór w San Francisco.
W roku 1851 przybył do Kalifornii pastor z Alabamy, który założył zbór w Santa Clara.
Południowa Konwencja Baptystyczna została powołana w Kalifornii w roku 1940 jako Generalna Konwencja Południowych Baptystów w Kalifornii. W roku 1988 przyjęła ona obecną nazwę.
Jest to największy baptystyczny związek wyznaniowy w Kalifornii. Liczy około 500 tysięcy ochrzczonych członków oraz ponad 2200 zborów. Poza zborami anglojęzycznymi istnieje kilkaset hiszpańskich, koreańskich, chińskich i innych.
Konwencja prowadzi Kalifornijski uniwersytet baptystyczny.